# ノエ・パマロ
ノエ・パマロ（Noé Elias Pamarot, 1979年4月14日 - ）は、フランス・フォントネー＝スー＝ボワ出身の元サッカー選手。現役時代のポジションはディフェンダー（センターバック）。

## 経歴
トッテナム・ホットスパーFC移籍初年度の2004-05シーズンにプレミアリーグ23試合に出場し、前年レギュラーだったアンソニー・ガードナーらからポジションを奪い取った。しかし翌2005-06シーズンになるとマイケル・ドーソンにポジションを奪われ、冬の移籍市場で同じくスパーズでポジションを失っていたショーン・デイヴィス、ペドロ・メンデスと共にポーツマスFCへ移籍した。

## タイトル
ポーツマス
- FAカップ: 2007-08